# 陸奥市川駅
陸奥市川駅（むついちかわえき）は、青森県八戸市大字市川町字和野前山にある、青い森鉄道青い森鉄道線の駅である。

## 歴史
- 1926年（大正15年）11月5日：轟信号場（とどろきしんごうじょう）として開設[1]。
- 1942年（昭和17年）：陸軍八戸飛行場までの専用線敷設[2]。
- 1944年（昭和19年）10月11日：駅に昇格（旅客・貨物扱い開始）[1]。同時に陸奥市川駅に改称[1]。
- 1945年（昭和20年）9月20日：進駐軍鉄道運輸事務所（RTO）を設置[2]。
- 1947年（昭和22年）7月10日：進駐軍輸送のための設備第1期工事完成。駅本屋（えきほんおく・えきほんや）前に進駐軍専用ホーム（現1番線）新設。当時は2番線（現撤去済み）が上り本線、3番線が下り本線とされていた[2]。
- 1948年（昭和23年）1月31日：進駐軍輸送のための建物及び設備竣工[2]。
- 1952年（昭和27年）3月24日：豪雪のためホーム屋根300坪が崩壊[2]。
- 1952年（昭和27年）3月31日：RTO廃止[2]。
- 1965年（昭和40年）6月30日：尻内（現：八戸） - 陸奥市川間複線化。この3年後に東北本線の全線複線化が完成する。戦後の一時期は、自衛隊駐屯地の引込み線が存在した。
- 1968年（昭和43年）5月16日：十勝沖地震により構内で貨車8両脱線、うち4両が転覆。建物にも被害を受け、のち建物のうち進駐軍用に使われた部分のほとんどを撤去[2]。
- 1971年（昭和46年）10月1日：貨物取扱を廃止[1]。
- 1980年（昭和55年）5月：業務委託駅となる[3]。
- 1985年（昭和60年）3月14日：荷物扱い廃止[1]。陸奥市川駅長が廃止され、八戸駅長管理下となる（駅員無配置駅となる[4]が、八戸駅より駅員派遣）。
- 1987年（昭和62年）4月1日：国鉄分割民営化により、東日本旅客鉄道（JR東日本）の駅となる[1]。
- 1988年（昭和63年）：老朽化のため駅本屋の待合室を撤去。駅事務室だった約89 m2の部分だけが残される[2]。
- 1999年（平成11年）：無人化。
- 2010年（平成22年）12月4日：東北新幹線全線開業に伴い、青い森鉄道に移管。

## 駅構造
単式ホーム2面2線を有する地上駅である。下りホームの2番線は線路が撤去されている。互いのホームは跨線橋で連絡している。
八戸駅管理の無人駅。自動券売機が設置されている。JR時代は駅員が配置されていた（2000年時点では八戸駅からの駅員派遣）。

### のりば
| 番線 | 路線          | 方向 | 行先           |
| ---- | ------------- | ---- | -------------- |
| 1    | ■青い森鉄道線 | 上り | 八戸・目時方面 |
| 3    | ■青い森鉄道線 | 下り | 青森方面       |

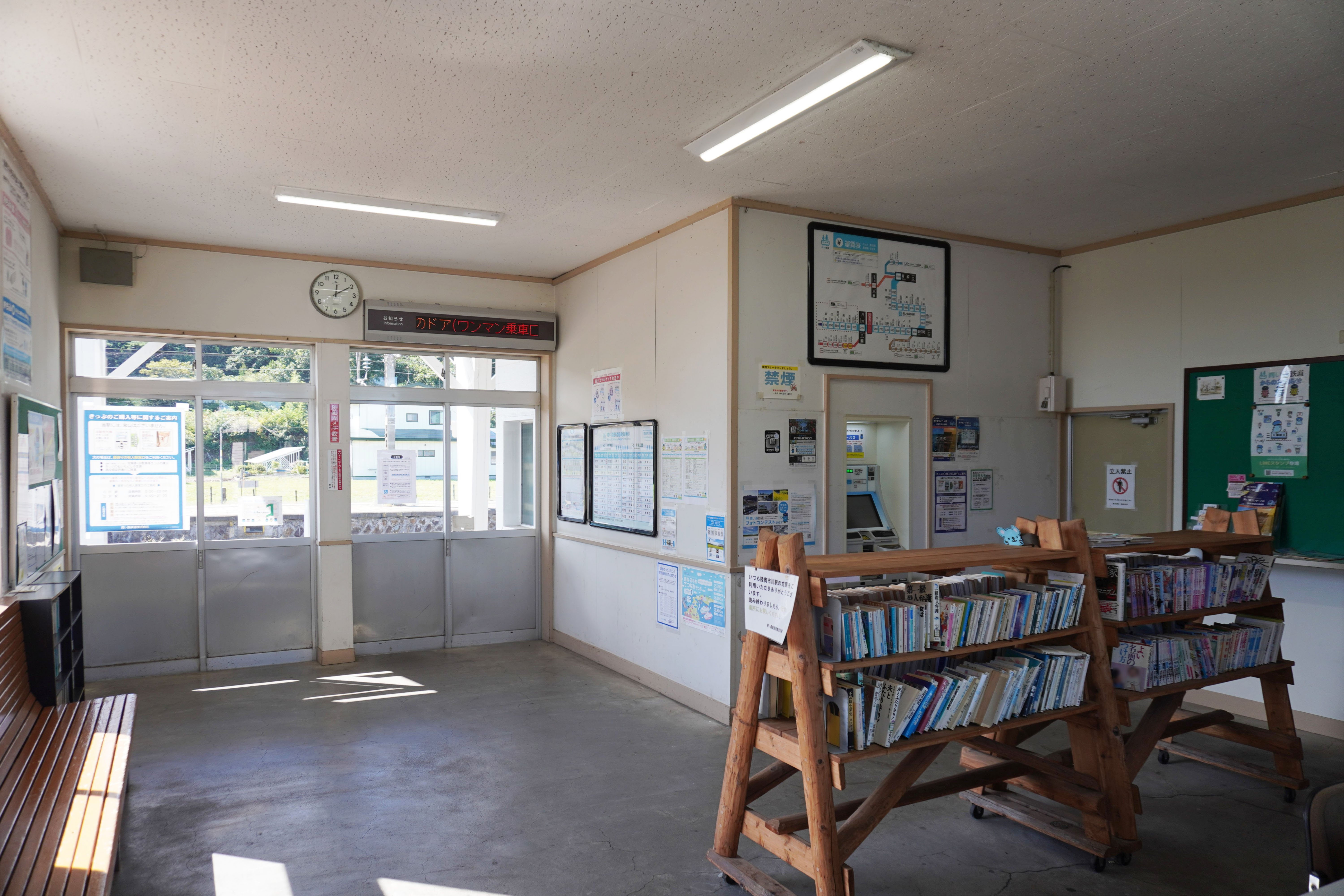
駅舎内（2023年9月）
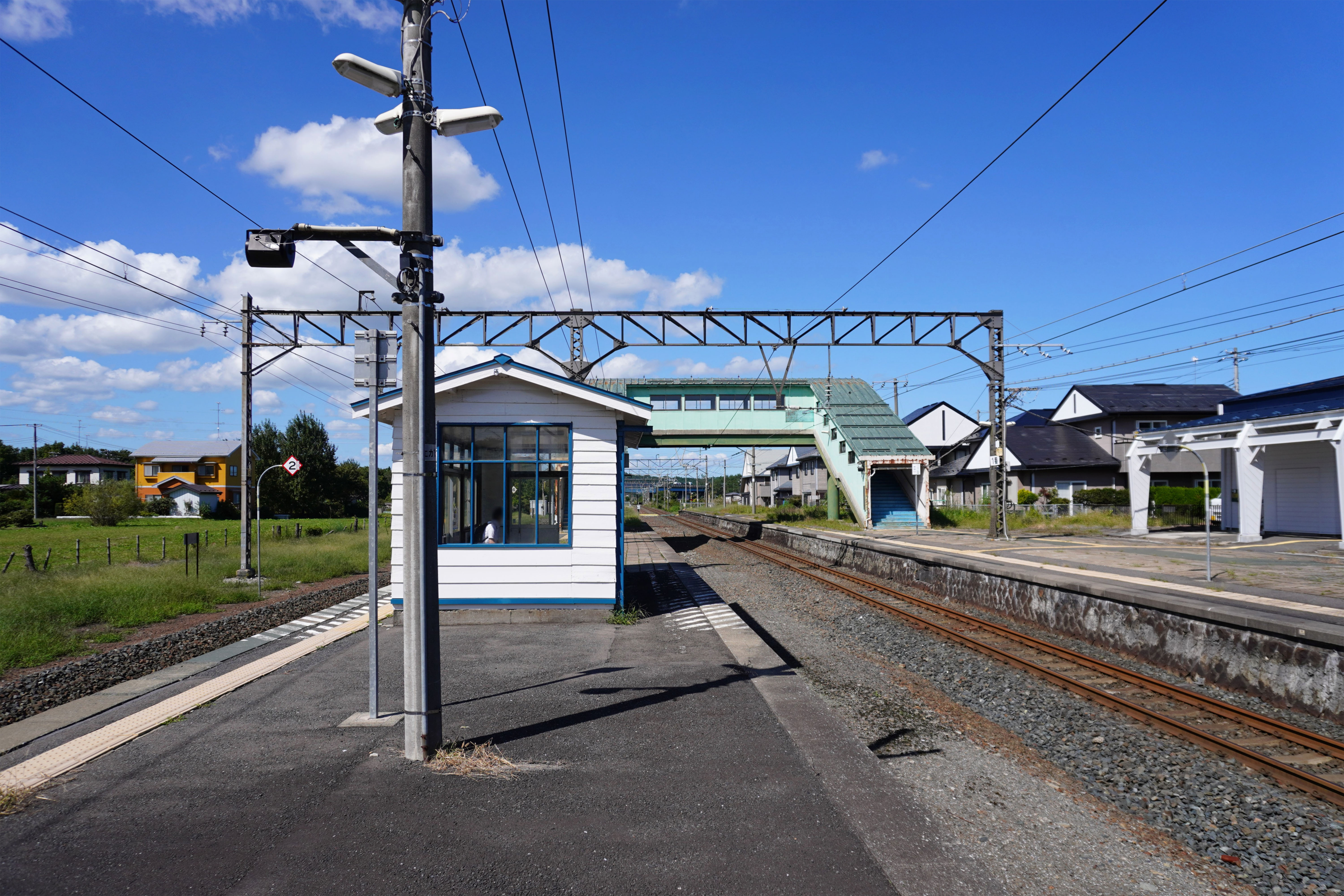
ホーム（2023年9月）

## 利用状況
- 2019年度の1日平均乗車人員は154人である[7]。

| 乗車人員推移 | 乗車人員推移     |
| 年度         | 一日平均乗車人員 |
| ------------ | ---------------- |
| 2013         | 166              |
| 2014         | 167              |
| 2015         | 161              |
| 2016         | 162              |
| 2017         |                  |
| 2018         | 155              |
| 2019         | 154              |

## 駅周辺
駅前は商店が1件だけ存在する。宿泊施設や歓楽街は徒歩10分程度の桔梗野地区に集中している。
- 陸上自衛隊八戸駐屯地
- 八戸警察署市川駐在所
- 桔梗野郵便局
- 八戸航空基地
- 南部山公園
- ハイテクパーク
- 北インター工業団地
- 桔梗野工業団地
- 八戸西霊園
- 多賀台団地
- 俊公園（障害者福祉施設）
- 市川トンネル（東北新幹線）
- 青森県道167号陸奥市川停車場線
  - 青森県道8号八戸野辺地線
  - 青森県道29号八戸環状線
  - 国道45号
  - 八戸自動車道・百石道路 八戸北IC

## バス路線
| 運行事業者     | 系統・行先 |
| 陸奥市川駅前   | 陸奥市川駅前 |
| -------------- | --- |
| 八戸市営バス   | - C5：中心街（八日町） - F1：大杉平バスセンター - K68：多賀台団地 - P8：ラピア（バスセンター） - S30：旭ヶ丘営業所 |
| 陸奥市川駅通   | |
| 十和田観光電鉄 | - C：八戸（八日町） - K：十和田市（元町東） - P：ラピア・八戸営業所                                                |

備考
これまで駅前に乗り入れるバスは朝夕数本の発着があるだけで、徒歩3分ほどの場所にある「陸奥市川駅通」バス停の方が本数が多かったが、市営バスと南部バスは2011年4月1日のダイヤ改正より、バス停の位置を駅前構内から構外の道路沿いへ移設を行うと共に、経路変更を実施した上で全便停車することになった（ただし十和田観光電鉄については経路変更を実施せず、旧経路のまま「陸奥市川駅通」での乗り降りとなる）。
市営は「陸奥市川駅前」、南部は「陸奥市川駅」（南部は「前」が入らない）と表記が異なる。陸奥市川駅前が終点だった時の行き先番号は「64番」。バスの車内放送では市営では「陸奥市川駅通」、南部バスでは「陸奥市川駅」とこちらも異なる。
2021年4月1日のダイヤ改正に伴い、南部バスの路線が廃止された。

## その他
- 第二次世界大戦中、八戸飛行場のために信号場から駅へと昇格された。
- 戦後には米軍進駐に伴い構内は大幅に拡張され、その大きな駅舎は、進駐軍輸送司令部仙台地区司令官のマックファーランド少佐が神町駅とともに「東北の二つの白象」と呼んだと伝えられる[2][9]。ただし、実際は駅舎外側は空色ないし薄い青色、室内は濃い茶色だったと言われる[2]。
- 日本国有鉄道（国鉄）・東日本旅客鉄道（JR東日本）時代には、特急はつかりが1日1往復停車していた時期もあった。
- 当駅含め以北の青い森鉄道の駅で購入できる乗車券類は青い森鉄道線（目時－青森間）と青森県内のJR線であるため、目時駅を跨いでいわて銀河鉄道線（IGR線）を利用する場合は、八戸駅までの乗車券を購入して八戸駅での乗り換え時に一度改札を出てIGR線の乗車券購入もしくは、目時駅までの乗車券を購入したうえでIGR線の金田一温泉駅より先の各駅で目時駅以南の運賃を降車時に支払う必要がある。尚、当駅を含めた八戸－青森間と八戸－目時・盛岡方面間は運転系統が異なるためどのような場合であっても八戸駅で乗り換えなどの対応をする必要がある。

## 隣の駅
青い森鉄道
■青い森鉄道線
□快速「しもきた」
通過
■普通
八戸駅 - （貨）八戸貨物駅 - 陸奥市川駅 - 下田駅